# 태광실업
태광실업은 1971년 10월 30일 정일산업으로 설립되어 현재에 이르는 신발의 개발과 제조(OEM 및 ODM 생산) 및 판매 등을 하는 대한민국의 기업이다.
본사는 경상남도 김해시 김해대로 2635번길 26 (안동) 에 위치해 있고, 해외 3국(중국, 베트남, 인도네시아)에 진출해 있다.
2020년 현재 태광실업의 사장은 김재민 보관됨 2020-10-13 - 웨이백 머신이다.
임직원은 국내 1,100여명, 해외 92,000여명이 있다.
매출액은 21.47 USD이다.